# Natunaornis gigoura
La paloma gigante de Viti Levu (Natunaornis gigoura) es una especie extinta de paloma no voladora de Viti Levu, la isla más grande en la República de Fiji. Era solo algo más pequeña que el dodo (Raphus cucullatus) y el solitario de Rodrigues (Pezophaps solitaria).
Los restos de esta especie fueron hallados en octubre de 1998. Su primera descripción fue publicada en 2001 por T.H. Worthy. El holotipo se encuentra en las colecciones del Museo de Nueva Zelanda Te Papa Tongarewa.
El género monotípico al que pertenece la especie, Natunaornis, fue nombrado en referencia a Natuna, el más antiguo jefe tribal del pueblo volivoli en el valle Sigatoka , en el que se hallaron los huesos de la especie tipo por primera vez. El nombre científico de la especie, gigoura, refleja el gran tamaño de esta especie extinta y sus afinidades propuestas con las actuales palomas del género Goura. 